# Diocèse de N'Zérékoré
Le diocèse de N’Zérékoré est un diocèse de l'Église catholique en Guinée, ayant pour siège la ville de Nzérékoré.

## Histoire
La préfecture apostolique de N’Zérékoré est créée le 9 mars 1937, en la détachant du vicariat apostolique de Bamako. Le 25 avril 1959, elle est élevée au rang de diocèse, suffragant de l'archidiocèse de Conakry. En 2014, le diocèse a célébré les cent ans de l'arrivée des premiers missionnaires, des pères blancs, dans la région.

## Géographie
Le diocèse, d'une superficie de 45 000 km2, a pour siège la cathédrale du Cœur Immaculé de Marie, à Nzérékoré.

## Liste des évêques
- 16 avril 1937 - 1950 : Agostino Guérin (préfet apostolique)
- 14 mai 1951 - 13 août 1979 : Eugène Maillat (préfet apostolique puis évêque)
- 13 août 1979-27 novembre 2007 : Philippe Kourouma
- depuis le 4 août 2008 : Raphaël Guilavogui